# CD Teneriffa (Frauenfußball)
Die Frauenfußballabteilung vom Club Deportivo Tenerife wurde im Jahr 2019 innerhalb der vereinseigenen Stiftung als Fundación Canaria Club Deportivo Tenerife Femenino oder kurz Fundación CDT gegründet.

## Geschichte
Die Frauenfußballsektion des CD Teneriffa wurde im Sommer 2019 innerhalb der vereinseigenen Stiftung Fundación Canaria Club Deportivo Tenerife ins Leben gerufen. Die A-Mannschaft der Frauen bestritt die Saison 2019/20 in der Primera Territorial de Tenerife, der zweiten Spielklasse des Regionalverbandes von Teneriffa. Bereits ihre erste Spielzeit konnte die Mannschaft auf Platz ein beenden und stieg somit in die División Preferente de Tenerife auf. Auch in der Saison 2020/21 konnte der erste Platz erreicht werden und es erfolgte der Aufstieg in die Primera División Nacional der damals dritten Spielklasse des Spanischen Fußballverbandes im Frauenfußball. Auch hier konnte sich die noch junge Vereinssektion in der Gruppe 6 durchsetzen und gelangte durch den dritten Aufstieg in ebenso vielen Jahren 2022/23 in die neu geschaffene Segunda Federación. Die erste Saison in der neuen dritten Spielklasse beendete CD Teneriffa in der Gruppe 2 auf dem fünften Rang, 2023/24 folgte ein dritter Platz. In der Saison 2024/25 konnte sich die erste Mannschaft schließlich in ihrer Gruppe durchsetzen und fixierte so den erstmaligen Aufstieg in die Primera Federación, der zweithöchsten Spielklasse im spanischen Frauenfußball.
Im Sommer 2025 schloss CD Teneriffa ein Abkommen mit dem in der Primera División vertretenen Frauenfußballklub UD Tenerife, Teil dieser Übereinkunft war unter anderem, dass die erste Frauenmannschaft des CD Teneriffa für die Dauer des Vertrages als Zweit- bzw. Filialmannschaft für die in der höchsten Spielklasse vertretene Mannschaft von UD Tenerife dienen soll, wenngleich sie institutionell weiterhin zwei eigenständige Klubs sind. Die Mannschaft firmiert daher ab der Saison 2025/26 als CD Tenerife Femenino B.

## Bekannte ehemalige Spielerinnen
- Xisela Aranda